# Тройной рыбацкий узел
Тройно́й рыба́цкий у́зел (от англ. Triple Fisherman’s Bend) — соединяющий постоянный узел, преимущественно применяемый в альпинизме для вязания альпинистских верёвочных петель, а также для связывания вместе двух альпинистских верёвок равного диаметра для удлинения. Концы должны быть оставлены на длину не менее десяти диаметров верёвки. В последнее время, в связи с использованием в альпинизме скользких верёвок (дайнима, спектра) тройной рыбацкий узел заменил собой грейпвайн (двойной рыбацкий узел).

## Способ завязывания
1. Сложить рядом друг с другом параллельно концы двух верёвок.
2. Завязать тройной простой узел правым концом к себе на конце второй верёвки.
3. Завязать тройной простой узел левым концом от себя на конце первой верёвки.
4. Затянуть узел, одновременно потянув за коренные концы верёвок.

Ошибки при завязывании
- Обе половины узла завязаны в одну и ту же сторону
- Использованы верёвки разных диаметров
- Использованы верёвки разных материалов

## Признаки
Плюсы
- Узел — прочен
- Узел — надёжен
- Контрольные узлы не нужны

Минусы
- При нагрузке сильно затягивается, а после развязывается с большим трудом (или вообще не развязывается)
- Сравнительно сложно завязывать
- Трудно определить правильность завязывания лишь по внешнему виду узла
- Легко ошибиться при завязывании

## Применение
В альпинизме
- Узел — надёжен лишь при связывании альпинистских верёвок одинакового диаметра
- Применяют также для вязания петель-оттяжек, петель для закладок

В рыбной ловле
- Применяют для связывания рыболовных лесок[9][10]